# Small Time Giants
Small Time Giants er et grønlandsk post-rock band bestående af Jakob Skovaa, Jonas Lundsgaard Nilsson, Miki Jensen og Pilutannguaq Hammeken. Bandet opstod i Qaqortoq i Sydgrønland i 2005, men bandet er sidenhen flyttet til Danmark og har i dag base i Aarhus.
Musisk inkorporerer Small Time Giants traditionelle grønlandske elementer, mens bandets engelske tekster ofte indeholder samples med stærke politiske undertoner.
Small Time Giants formåede at crowdsource deres debutalbum Stethoscope, der udkom den 17. oktober 2014 og røg ind som nummer 2 på Itunes albumhitliste kun overgået af One Direction.
Stethoscope er produceret af Søren Balsner, der er medlem af det danske band Carpark North.
Tidligere har Small Time Giants udgivet EP'en Six Shades of Heart, der placerede dem solidt som et af Grønlands store lovende rock-bands, og Small Time Giants har med deres mange koncerter i og udenfor Grønland opbygget en stærk fanbase.
I oktober 2013 blev Small Time Giants hædret af med Kodas Talentpris.